# Tour de France 2027
Le Tour de France 2027 sera la 114e édition du Tour de France cycliste et se déroulera du 2 au 25 juillet 2027. Cette course cycliste masculine sur route est l'un des trois grands tours de la saison.
Cette édition s'élancera du Royaume-Uni pour la troisième fois après Londres en 2007 et le Yorkshire en 2014 et d'un territoire étranger pour la cinquième fois en six éditions, après Copenhague (2022), Bilbao (2023), Florence (2024) et Barcelone (2026).

## Parcours

### Communications officielles
Le 19 mars 2025, Christian Prudhomme, directeur du Tour de France, annonce que le grand départ de l'édition 2027 s'élancera, un vendredi, d'Édimbourg, capitale de l’Écosse, nation constitutive du Royaume-Uni. Les trois premières étapes auront lieu au Royaume-Uni, respectivement en Écosse, en Angleterre et au Pays de Galles avant un retour vers la France le lundi 5 juillet lors d'une journée de transfert.